# Skandinaviska Mästerskapet i vintersim

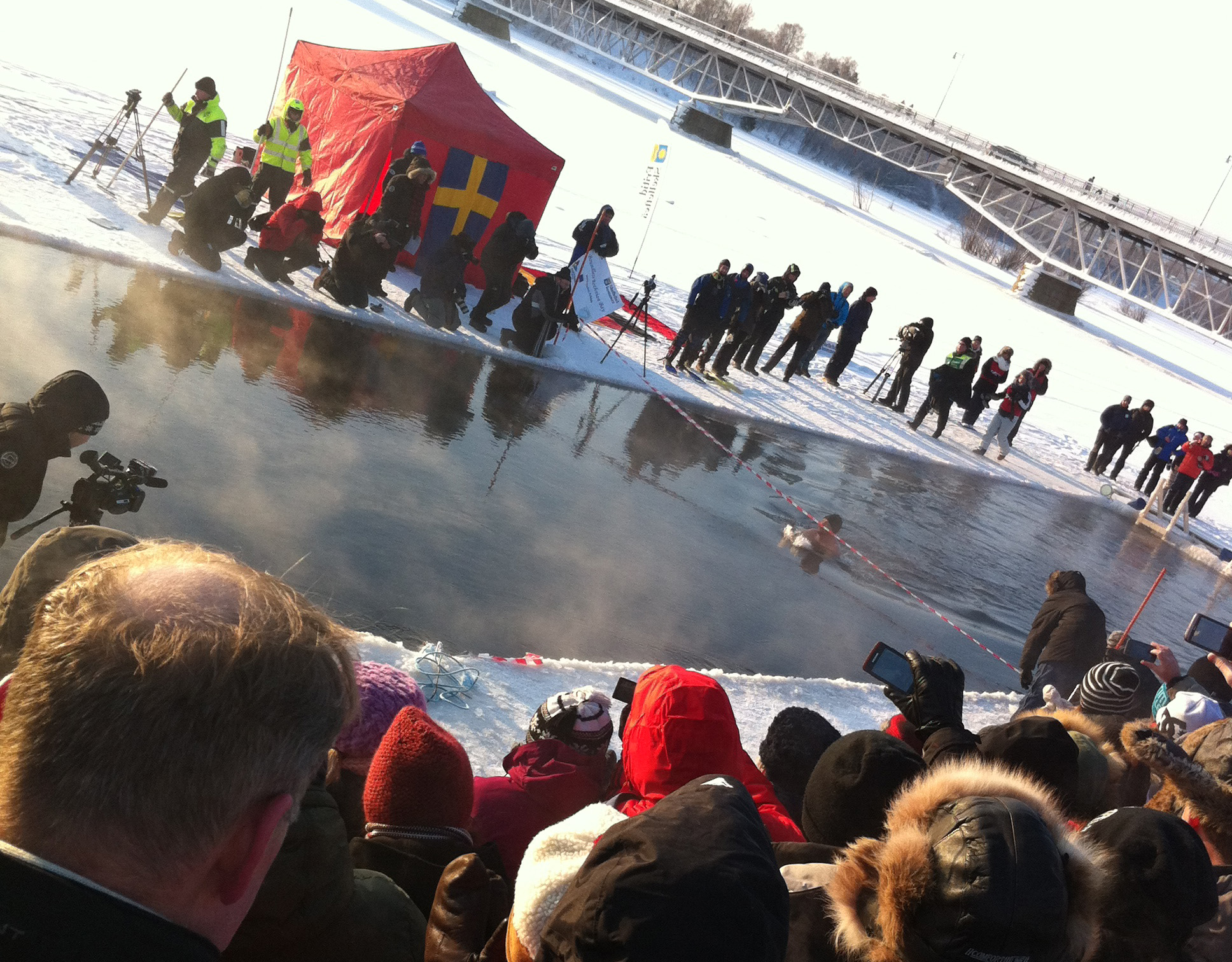
Fritidsnämndens ordförande Daniel Ådin inviger landets första SM i Vintersimning i Skellefteå 4 feb 2012 i trettiogradig kyla.

Öppna skandinaviska mästerskapet i vintersim anordnas årligen (sedan 2012) och har de senaste åren varit en del av världscupen. Den 10 och 11 februari 2024 genomfördes tävlingen för tolfte gången i Skellefteå kommun.
Cirka 400 simmare från ett 20-tal länder deltar i tävlingen som genomförs i en stor uppsågad vak i Skellefteälven i Skellefteå kommun. Fram till 2023 genomfördes tävlingen i centrala Skellefteå men från 2024 genomförs den istället i Skelleftehamn.
Vattentemperaturen brukar ligga runt noll grader Celsius och de tävlande simmar distanserna 25, 50 eller 100 meter i isvaken. Dessutom genomförs en stafett på 4 gånger 25 meter, samt tävlingarna Poesi i vak och Musik i vak. Med undantag för en hatt eller mössa får simmare inte bära några extra kläder utöver vanliga badkläder. Inga handskar eller våtdräkter av något slag är tillåtet. Arrangör är Föreningen för mörkrets och kylans glada vänner, som verkar för att på ideell basis utveckla positiva upplevelser i de delar av världen som har en lång period med mörker och kyla.